# Loi d'or

Loi d´or

La Loi d'or (en portugais : Lei Áurea), officiellement loi impériale no 3353, signée le 13 mai 1888, est la loi qui a aboli l'esclavage au Brésil,. Elle avait été précédée par la loi no 2040 (Loi du ventre libre) du 28 septembre 1871, qui libérait tous les enfants nés de parents esclaves, et par la loi no 3270 (Loi Saraiva-Cotejipe (pt) ou Loi des sexagénaires), du 28 septembre 1885, qui réglementait « l'extinction graduelle de l'élément servile ».

Elle fut signée par Isabelle de Bragance, princesse impériale du Brésil, et par le ministre de l'Agriculture de l'époque, le conseiller Rodrigo Augusto da Silva (pt). Le conseiller Rodrigo Silva faisait partie du cabinet ministériel présidé par João Alfredo Correia de Oliveira, du Parti conservateur (pt) et appelé « Cabinet du 10 mars ». Dona Isabel a signé la Loi d'or dans sa troisième et dernière régence, alors que l'empereur Dom Pedro II du Brésil était en voyage à l'étranger.

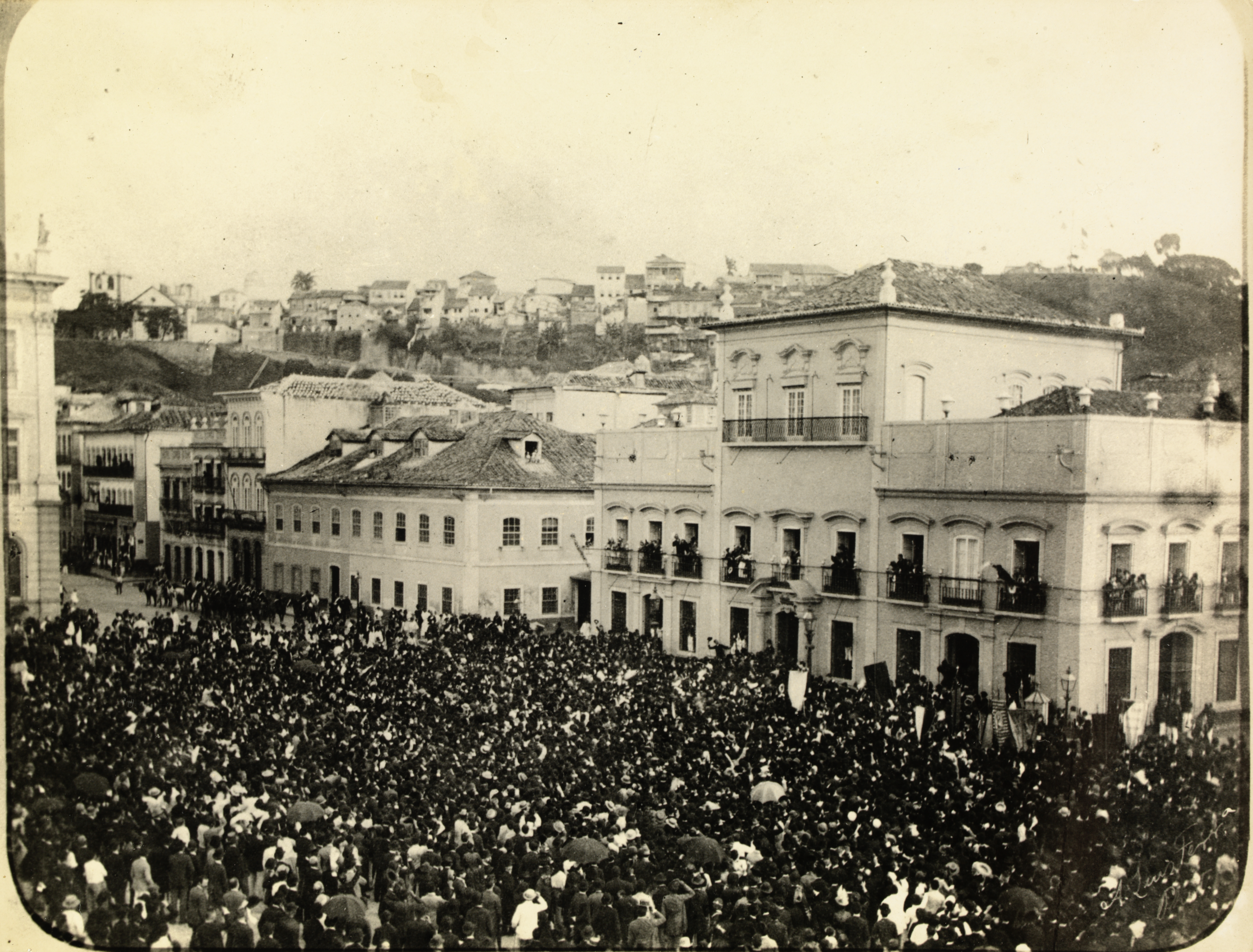
Promulgation de la Loi d'or au Brésil.

Le projet de loi qui abolissait l'esclavage au Brésil fut présenté à la Chambre générale (l'actuelle Chambre des députés), par le ministre Rodrigo Augusto da Silva (pt) le 8 mai 1888. Elle y fut votée et approuvée les 9 et 10 mai 1888.
La loi ne comprenait que deux alinéas :
1. À partir de la date de la présente loi, l’esclavage est aboli au Brésil.
2. Toute disposition contraire est abrogée.

La Loi d'or fut solennellement présentée au Sénat impérial par le ministre Rodrigo A. Da Silva le 11 mai. Elle fut débattue dans les sessions des 11, 12 et 13 mai. Votée et approuvée dans un premier vote le 12 mai elle fut votée et approuvée définitivement un peu avant les treize heures, le 13 mai 1888 et, le même jour, présentée à la signature de la Princesse régente.
Elle fut signée au palais impérial par Dona Isabel et par le ministre Rodrigo Augusto Da Silva à quinze heures le même jour.
Le processus d'abolition de l'esclavage au Brésil avait été graduel et avait commencé avec la Loi Eusébio de Queirós de 1850, suivie de la Loi du ventre libre de 1871, la Loi des Sexagénaires de 1885 avant de se terminer par la Loi d'or en 1888.
Le Brésil a été le dernier pays indépendant du continent américain à abolir l'esclavage. Le dernier pays du monde à le faire a été la Mauritanie qui a attendu le 9 novembre 1981 et le décret no 81234.